# Новиков, Анатолий Иванович (футболист)
Анатолий Иванович Новиков (7 февраля 1945) — советский футболист, нападающий, полузащитник. Мастер спорта СССР.
Карьеру провёл в командах второго (1967—1974, 1976—1977) и третьего эшелонов первенства СССР за команды СКА Хабаровск (1965, 1967—1969), «Уралмаш» Свердловск (1970), «Шахтёр» Караганда (1971—1973), «Локомотив» Москва (1974—1975), «Кузбасс» Кемерово (1976—1977), «Текстильщик» Иваново (1978—1979), «Торпедо» Тольятти (1980).

## Достижения
- 1980 — Кубок РСФСР